# Gundahar
Gundahar (lateinisch Gundaharius, griechisch Gyntiarios; auch überliefert als Gundohar, Gundihar, Gundichar, Gunthahar und Guntiar; † 436) war rex der Burgunden im frühen 5. Jahrhundert.
Burgundische Krieger hatten gemeinsam mit anderen Kriegergruppen (Vandalen, Sueben und iranischen Alanen) am Silvestertag 406 die inneren Wirren im Römischen Reich genutzt, um bei Mogontiacum (Mainz) den Rhein zu überschreiten, und waren plündernd in Gallien eingefallen (siehe Völkerwanderung). Mutmaßlich wurden sie bereits zu diesem Zeitpunkt von Gundahar angeführt.
Nach den Angaben des zeitgenössischen griechischen Geschichtsschreibers Olympiodoros von Theben, dessen bedeutendes Geschichtswerk ausführlich auf die Ereignisse im Westen einging, uns aber nur in Fragmenten erhalten ist, war Gundahar 411 zusammen mit dem Alanenführer Goar an der Erhebung des Gallorömers Jovinus zum Gegenkaiser beteiligt. Eine Bemerkung des Geschichtsschreibers Renatus Profuturus Frigeridus, die im Werk des Gregor von Tours erhalten ist, legt nahe, dass die Burgunden Jovinus auch nach Südgallien begleitet haben. Nachdem Jovinus aber 413 von loyalen Truppen des Kaisers Honorius besiegt worden war, siedelten sich Gundahars Burgunden als foederati am Rhein an. Gundahar bezog seine Residenz vermutlich am Rhein im Raum von Worms.
Unter Gundahar fand wohl eine gewisse Stärkung der Position des rex statt. Als jedoch die Burgunden – vielleicht aufgrund hunnischen Drucks, vielleicht unter Ausnutzung eines Bürgerkrieges in Italien – versuchten, ihren Machtbereich nach Westen in die Provinz Belgica I auszudehnen, stieß dies auf den Widerstand der Römer unter dem Heermeister Flavius Aëtius. 435 wurde Gundahar von weströmischen Truppen zurückgeschlagen, und 436 wurde das Burgunderreich von hunnischen Hilfstruppen des Aëtius angegriffen und zerstört. Gundahar fiel, die Reste seines Kriegerverbandes wurden von den Römern einige Jahre später an der oberen Rhone neu angesiedelt.
Die Ereignisse um die Zerschlagung des ersten Burgunderreiches und den Tod Gundahars können als der älteste historische Kern der Nibelungensage angesehen werden, in der von der Vernichtung der Burgunden unter Gunther durch hunnische Krieger erzählt wird.